# 陈意涵 (中国大陆)
陳意涵（法語：Estelle，1997年10月17日—），曾用藝名愛菲兒，出生於中國福建省，中国大陆女演員、唱作人，所屬經紀公司為心喜文化。她於2018年4月21日參加騰訊視頻偶像女團競演養成類真人秀節目《創造101》，並於6月23日最終獲得第14名，因而未能成團出道。

## 經歷

### 演藝經歷
2015年6月23日，她發行首張個人迷你專輯《我還記得》，收錄歌曲六首，以個人歌手身分正式出道。7月3日，參演浙江衛視及貴州衛視电视剧《爸爸父亲爹》，在劇中飾演「何杏儿（小兒時期）」，以演員身分正式出道。
2016年5月13日，參演電影《拳皇高校》，在劇中飾演「秦嵐」。12月23日，參演電影《靈魂紙扎店》，在劇中飾演「小安」。
2018年4月21日，參加騰訊視頻偶像女團競演養成類真人秀節目《創造101》。6月23日，最終取得第十四名，但未能成團出道。7月3日，發行首張個人創作單曲《去哪》，獲得各方讚許與肯定實力。7月15日，首次以個人歌手身份於央視演唱。8月26日，於《idol live show 2018 in 上海》以壓軸登場，並初次演唱了創作曲《我喜歡你》。8月16日，參演電影《大唐妖物志殺人鳳凰》，在劇中飾演「上官青青」。10月17日，於北京的第一車間舉辦《Make A Wish》個人生日會。10月22日，參演四川衛視及遼寧衛視電視劇《永遠一家人》，在劇中飾演「十五歲靜靜」。
2019年4月12日，參加愛奇藝真人秀節目《我是唱作人》，參賽歌曲有《他們說》及《小星球》，雖在第二期節目即遭到淘汰，但作品仍深受大眾喜愛。7月17日，參演芒果TV網絡劇《不可思議的晴朗》，在劇中飾演「冬欣」。9月22日，參演電影《超能事件》，在劇中飾演「紫琳」。
2020年1月6日，參演騰訊視頻網絡劇《蓬萊間》，在劇中飾演「笑笑」。6月11日，發行第二張個人迷你專輯《飛行模式》，收錄歌曲於四首。8月10日，參演騰訊視頻網絡劇《且聽鳳鳴》，在劇中飾演「朝歌」。2021年3月22日，主演的都市愛情輕喜劇《戀愛小酒窩》在愛奇藝全網獨播，在劇中飾演「唐双鲤」。同年12月9日，主演的奇幻愛情劇《我是歲月你是星星》播出，在劇中飾演「金小魚」。2022年，主演古装家族群像剧《星汉灿烂·月升沧海》播出。
2023年，陈意涵发行首张原创专辑《Polaris·北极星下落不明》。同年，主演的古装悬疑探案剧《莲花楼》播出。并凭借剧中苏小慵一角，获得2023国剧盛典“年度优秀演员奖”。

## 音樂作品

### 迷你專輯
| #   | 專輯資料                                                                                        | 曲目 | 備註 |
| 1st | 《我還記得》 - 發行日期：2015年6月17日 - 語言：漢語普通話 - 類型：數字專輯 - 流派：中文流行音樂 | 曲目 1. 我還記得 2. 記憶的門外 3. 如果遇見                                                                                           |      |
| 2nd | 《飛行模式》 - 發行日期：2020年6月11日 - 語言：漢語普通話 - 類型：數字專輯 - 流派：中文流行音樂 | 曲目 1. 面具 2. Autotune 3. 一點點 4. 我聽說你要回來 5. 面具（伴奏） 6. Autotune（伴奏） 7. 一點點（伴奏） 8. 我聽說你要回來（伴奏） |      |

### 个人專輯
| #   | 專輯資料 | 曲目                                                                                                   | 備註             |
| 1st | 《Polaris Estelle · 北極星下落不明》 - 發行日期：2023年7月30日 - 語言：漢語普通話 - 類型：原創專輯 - 流派：中文流行音樂 | 曲目 1. 我們 2. 不對等天氣 3. Summer Love 4. Hey Boy 5. Liar 6. 相依為命 7. 不如不見 8. 八十億萬分之一 | 首張原創個人專輯 |

### 單曲
| 發行日期      | 歌曲名稱   | 歌曲資料                                                   | MV                       | 備註         |
| 2018年7月3日  | 《去哪》   | - 作詞／作曲：陳意涵 - 編曲：吳夢奇                        | ★ （页面存档备份，存于） | 首支創作作品 |
| 2019年5月20日 | 《想你》   | - 作詞：陳意涵、周潔穎 - 作曲：陳意涵 - 編曲：馮帆、陳意涵 | ★ （页面存档备份，存于） |              |
| 2019年4月19日 | 《小星球》 | - 作詞：陳意涵、王雪凡 - 作曲：陳意涵 - 編曲：週詩穎       | ★ （页面存档备份，存于） |              |

### OST
| 發行日期      | 歌曲名稱           | 歌曲資料             | MV                       | 備註                           |
| 2018年10月9日 | 《我喜歡你》       | - 作詞、作曲：陳意涵 | ★ （页面存档备份，存于） |                                |
| 2018年11月3日 | 《明日之後》       |                      |                          | 手游《明日之後》主題曲         |
| 2019年7月17日 | 《遲到的約定》     |                      | ★ （页面存档备份，存于） | 影視劇《不可思議的晴朗》片尾曲 |
| 2019年9月27日 | 《命運競技場》     |                      | ★ （页面存档备份，存于） | 手遊《卡片怪獸》兩周年主題曲   |
| 2020年4月20日 | 《想說》           |                      |                          | 影視劇《長安少年行》插曲       |
| 2020年6月5日  | 《後知後覺的青春》 |                      |                          | 影視劇《嘉人本色》片頭曲       |
| 2020年8月14日 | 《落跑精靈》       |                      |                          | 影視劇《且聽鳳鳴》插曲         |
| 2021年9月7日  | 《相思裳》         |                      |                          | 影視劇《君九龄》插曲           |

### 合作作品
| 發行日期       | 歌曲名稱               | 歌曲資料                                                            | MV                       | 備註                                            |
| 2018年8月24日  | 《天馬行空》           | - 作詞：龍藝烜 - 作曲：龍文博                                       | ★ （页面存档备份，存于） | 與花果山三兄弟合作演唱 綜藝《帶我去遠方》主題曲 |
| 2018年11月16日 | 《青春料理》           | - 作詞：Ryan Lee、晴時書，詩里詞間，郭德紫毅 - 作曲／編曲：Ryan Lee | ★ （页面存档备份，存于） | 與李子璇合作演唱 綜藝《完美的餐廳》主題曲       |
| 2020年1月13日  | 《不怨》               | - 作詞：代岳東 - 作曲／編曲：岑思源                                 |                          | 與劉維合作演唱 影視劇《將夜2》片尾曲            |
| 2020年6月15日  | 《在晴朗的日子裡歌唱》 | - 作詞：王雪凡 - 作曲：高奇佑／翁乙仁 - 編曲：馮帆                  |                          | 與張哲瀚、謝春花等群星演唱 心喜文化三周年主題曲 |

### 《創造101》演唱曲目
| 發布日期      | 歌曲名稱                              | 原唱         | 備註                              |
| 2018年4月12日 | 創造101                               |              | 主題曲                            |
| 2018年4月28日 | 改變自己                              | 王力宏       | 和葛佳慧、鹿小草組成AUT樂隊的表演 |
| 2018年5月5日  | 愛你 （页面存档备份，存于）           | 王心凌       |                                   |
| 2018年5月26日 | 麻煩少女 （页面存档备份，存于）       | 劉人語       | 唱作學院                          |
| 2018年6月9日  | 摩天輪的眼淚 （页面存档备份，存于）   |              |                                   |
| 2018年6月23日 | Wildest Dreams （页面存档备份，存于） | Taylor Swift | 總決賽聲樂組表演                  |
| 2018年6月23日 | 盛放 （页面存档备份，存于）           |              |                                   |

### 《我是唱作人》表演曲目
| 發行日期      | 歌曲資料                                      | 備註                        |
| 2019年4月12日 | 《他們說》                                    | 第一期 來源                 |
| 2019年4月19日 | 《小星球》                                    | 第二期 來源                 |
| 2019年4月26日 | 《走走停停》                                  | 第三期                      |
| 2019年6月21日 | 《我聽說你要回來》 - 歌曲說明：復活賽參賽曲目 | 來源 （页面存档备份，存于） |

## 影視作品

### 網路劇
| 播出日期 | 網路劇名稱           | 角色     |
| -------- | -------------------- | -------- |
| 2016年   | 《靈魂紙紮店》       | 小安     |
| 2019年   | 《夜空中最閃亮的星》 | 菲兒     |
| 2019年   | 《不可思議的晴朗》   | 冬欣     |
| 2020年   | 《蓬萊間》           | 笑笑     |
| 2020年   | 《且听凤鸣》         | 朝歌     |
| 2021年   | 《恋恋小酒窝》       | 唐双鲤   |
| 2021年   | 《我是岁月你是星辰》 | 金小鱼   |
| 2022年   | 《亲爱的锦鲤女孩》   | 米杏儿   |
| 2022年   | 《星漢燦爛》         | 何昭君   |
| 2024年   | 《大奉打更人》       | 平陽郡主 |
| 待播     | 《英雄志》           | 娟儿     |
| 待播     | 《鳳凰台上》         | 杜聽馨   |

### 電視劇
| 首播年份 | 電視劇名稱     | 角色         |
| -------- | -------------- | ------------ |
| 2015年   | 《永遠一家人》 | 靜靜         |
| 2015年   | 《爸爸父親爹》 | 何杏兒(兒時) |
| 2023年   | 《蓮花樓》     | 蘇小慵       |
| 待播     | 《鳳凰台上》   | 杜聽馨       |

### 電影
| 播出日期 | 電影名稱               | 角色       |
| -------- | ---------------------- | ---------- |
| 2016年   | 《美人魚》             | 酒会舞蹈员 |
| 2018年   | 《大唐妖物志殺人鳳凰》 | 上官青青   |
| 2019年   | 《超能少年事件》       | 紫琳       |
| 2021年   | 《余生，请多指教》     | 林之校     |

### 固定綜藝
| 播出日期 | 電視台   | 節目名稱         |
| -------- | -------- | ---------------- |
| 2013年   | 優酷     | 《味覺江湖》     |
| 2018年   | 騰訊視頻 | 《創造101》      |
| 2018年   | 浙江衛視 | 《這！就是灌籃》 |
| 2018年   | 優酷     | 《完美的餐廳》   |
| 2019年   | 愛奇藝   | 《我是唱作人》   |

## 外部連結
- 陳意涵Estelle的新浪微博